# Korsetttierchen
Als Korsetttierchen (Loricifera) bezeichnet man einen Tierstamm, der heute meist den Häutungstieren (Ecdysozoa) zugerechnet wird. Der wissenschaftliche Name des Taxons leitet sich von dem Lateinischen lorica („Panzer, Korsett“) und ferre („tragen“) ab, kann also mit „Korsettträger“ übersetzt werden. Ihre nächsten Verwandten sind wahrscheinlich die Hakenrüssler (Kinorhyncha) und Priapswürmer (Priapulida), mit denen sie in einem Taxon Scalidophora zusammengefasst werden.
Da sich die winzigen Tiere mit extremer Zähigkeit an Sandkörner oder andere Partikel heften, auf denen sie leben, können sie bis heute nur durch Eintauchen in Süßwasser isoliert werden. Der osmotische Schock bewirkt zwar eine Abtrennung vom Substrat, tötet die Tiere allerdings auch ab, so dass mit Ausnahme einer einzigen Larve bisher kein Tier lebend untersucht werden konnte. Über Physiologie, Ernährung, Fortbewegung, Verhalten oder Entwicklung der Tiere ist daher praktisch nichts bekannt. Auch molekulargenetische Daten liegen bisher noch nicht vor, zu Beginn des 21. Jahrhunderts wurde zum Beispiel noch kein einziges Gen sequenziert.
Durch die benannten Umstände und wegen der relativ geringen Populationsdichten wurden die Korsetttierchen, obwohl schon seit den 1970er Jahren von der französischen Atlantikküste her bekannt, erst 1983 wissenschaftlich beschrieben; die erste Art erhielt den Namen Nanaloricus mysticus. Seitdem sind sie kontinuierlich weiter erforscht worden, zudem wurden zwei weitere Gattungen entdeckt. Es gibt weltweit aber nur wenige Biologen, die sich auf diese Tiergruppe spezialisiert haben.

## Aufbau
Mit einer Größe von nur 100 bis knapp 500 Mikrometern ähneln die spiegelsymmetrisch gebauten Korsetttierchen eher den Einzellern, sie besitzen aber bis zu 10.000 Zellen. Ihr Körper lässt sich einteilen in einen stachelbewehrten Kopf, der fachsprachlich Introvert genannt wird, einen kurzen Hals, einen Brustteil, der als Thorax bezeichnet wird, und einen Rumpf, der von einem Panzer aus zum Mundende spitz zulaufenden Platten, der namensgebenden Lorica, umgeben ist. In ihn können Kopf, Hals und ein Teil des Thorax sich ineinanderschiebend eingezogen werden.
Auf dem Kopf sitzt der vorstreckbare, spitz zulaufende Mundkegel, dahinter folgen bis zu 400 Scaliden genannte Stacheln, die mit eigener Muskulatur ausgestattet sind und wahrscheinlich der Sinneswahrnehmung und der Fortbewegung dienen. Sie sind meist in neun Ringen angeordnet, von denen der erste mit den Clavoscaliden nach vorne, die anderen acht mit den Spinoscaliden aber nach hinten gerichtet sind und erinnern etwas an das Gestänge eines Regenschirms.

### Körperwand und Muskulatur
Die Körperwandung besteht aus einer einlagigen Zellschicht, der Epidermis und einer darüberliegenden zellenlosen Außenhaut, der Cuticula, die ihrerseits aus drei Schichten besteht, die man als Epicuticula, Intracuticula und Procuticula bezeichnet. Die Epicuticula ist an den meisten Stellen verhärtet (sklerotisiert) und bildet dadurch je nach Art entweder sechs oder zweiundzwanzig in Längsrichtung orientierte Platten, die sich als Korsett um den Rumpf legen; zwischen den Platten ist die Epicuticula dagegen sehr flexibel und wirkt dort funktionell als Scharnier. Auf den Loricaplatten befinden sich meist allerlei Poren und Leisten, zum Mundende hin laufen sie bei manchen Arten in nach vorn gerichtete Dornen aus.
Die Muskulatur ist quergestreift und besteht ausschließlich aus einzelnen Fasern, die in Längsrichtung (longitudinal), von der Bauch- zur Rückenseite (dorsoventral) oder diagonal orientiert sein können, daneben kommen auch Ringfasern vor; kontinuierliche Muskelschichten existieren dagegen nicht. Um Kopf und Hals in die Lorica einzuziehen, nutzen die Tiere zwei Gruppen von speziellen Introvert-Retraktor-Muskeln, das Ausstrecken geschieht dagegen durch hydrostatischen Druck.

### Verdauungs-, Ausscheidungs- und Fortpflanzungsorgane
Spezielle Atmungs- oder Kreislauforgane sind bei den Korsetttierchen wegen der geringen Größe der Tiere nicht notwendig und auch nicht vorhanden. Der Verdauungstrakt beginnt mit dem an der Spitze des Mundkegels sitzenden Mund, auf den ein Buccalkanal folgt, der aus einer flexiblen Röhre besteht und in den die Speicheldrüsen münden. Der sich daran anschließende Schlund wird von Epithelmuskelzellen gebildet. Sein Innenraum oder Lumen hat einen dreistrahligen Querschnitt und ermöglicht damit effizientes Saugen. Durch einen kurzen "Zwölffingerdarm" oder Ösophagus verbunden, folgt der von zahlreichen Ein- und Ausstülpungen, den Microvilli, durchsetzte Mitteldarm, in dem wahrscheinlich die Nährstoffaufnahme erfolgt; Abfallstoffe werden durch einen kurzen Enddarm zum abschließend (terminal) am hinteren Körperende gelegenen After geleitet.
Die paarig angelegten Keimdrüsen sind sackartig mit den Ausscheidungsorganen, den Protonephridien, die aus einfach begeißelten Zellen, den Solenocyten bestehen, zusammengefasst und wie bei den Priapswürmern durch einen gemeinsamen Urogenitaltrakt, der neben oder im After mündet, mit der Außenwelt verbunden.

### Nervensystem
Das Nervensystem der Korsetttierchen besteht aus einem relativ großen, im Introvert gelegenen Gehirn, von dem Nerven in die Scaliden ausgehen. Ein Ring aus zehn Ganglien ist der Ansatzpunkt für insgesamt zehn Nervenfasern, die in Längsrichtung nach hinten laufen; zwei davon, die in der Mitte der Bauchseite gelegen sind, sind bedeutend größer als die anderen und weisen in regelmäßigen Abständen ebenfalls Ganglien auf. Sie versorgen den Brustteil und vermutlich auch den Rumpf mit Nerven. Am Hinterende der Tiere befinden sich manchmal auf der rückwärtigen Seite rosettenartig angeordnete Sinnesborsten.

## Verbreitung und Lebensraum

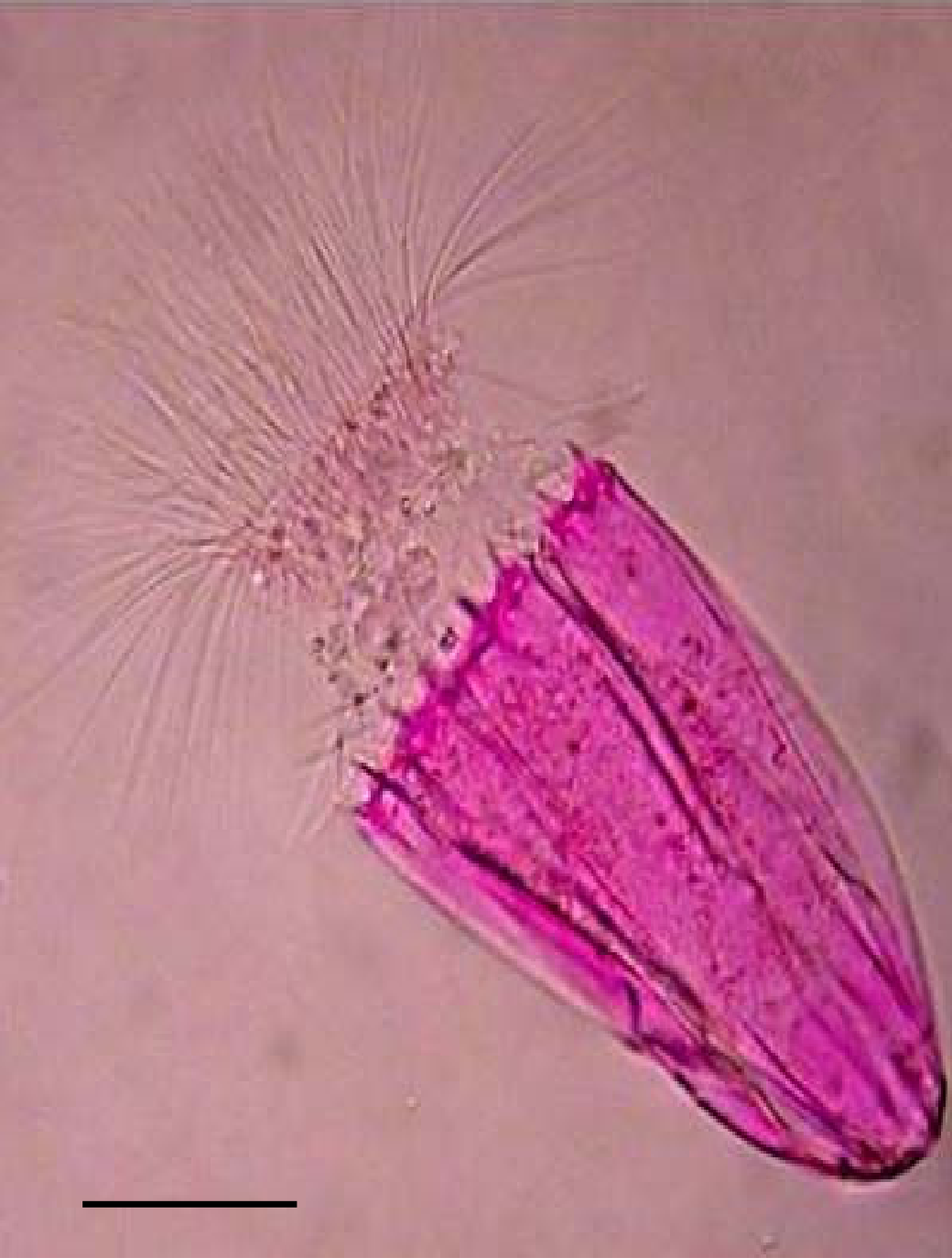
Spinoloricus nov. sp. lebt in sauerstofffreien salzreichen Milieus

Korsetttierchen leben als Teil der Sandlückenfauna (Mesopsammon) im Meer, finden sich also angeheftet an kleine Sandkörner oder andere Partikel im Schlick und Schlamm des Meeresbodens. Sie wurden bisher meist etwa 350 bis 400 Meter unter der Wasseroberfläche gefunden, lassen sich aber auch in der Tiefsee nachweisen; eine Art ist aus mehr als 8000 Metern Tiefe bekannt. Die späte Entdeckung und schwierige Erforschung der Korsetttierchen ist vermutlich nicht auf ihre Seltenheit zurückzuführen: heute geht man davon aus, dass sie eine der dominanten Gruppen der Meiofauna darstellen. Die Larven mancher Arten leben im Meeresplankton.
Die Tiere sind vermutlich weltweit verbreitet. Funde wurden von der dänischen Küste, von der Bretagne, den Azoren, aus dem Nordatlantik vor Florida und North Carolina, dem arktischen Eismeer und dem Korallenmeer des Südpazifiks gemeldet.
Zudem wurden 2010 drei neue Arten (zwei aus den Gattungen Rugiloricus und Pliciloricus sowie Spinoloricus cinziae) entdeckt, die in sauerstofffreien salzreichen Milieus in Sedimenten des Mittelmeers leben. Diese sind neben Henneguya zschokkei (Myxozoa) die ersten bekannten Mehrzeller, die dauerhaft ohne Sauerstoff existieren können.

## Lebensweise
Über die Lebensweise der Korsetttierchen liegen praktisch keine Erkenntnisse vor. Aus der Struktur des Mundkegels und dem Aufbau des Schlunds als Saugschlund wird manchmal geschlossen, dass die Tiere räuberisch oder als Ectoparasiten leben und die nährstoffreiche Körperflüssigkeit aus ihren Opfern saugen. Es ist ein Fund bekannt, bei dem ein Tier angeheftet an einem benthischen Ruderfußkrebs gefunden wurde, weitere Funde sind bisher nicht belegt. Auch eine Ernährung von Bakterien kann nicht ausgeschlossen werden.

## Fortpflanzung und Entwicklung
Männliche und weibliche Keimdrüsen finden sich immer getrennt auf verschiedenen Individuen. Während sich bei manchen Arten die Geschlechter an der Struktur der vordersten Stachelreihe voneinander unterscheiden lassen, ist dies bei anderen nicht möglich. Die Bedeutung des Unterschieds in den Clavoscaliden ist unklar, hängt aber vielleicht mit dem Einsatz dieser Strukturen bei der Partnersuche zusammen.
In den weiblichen Keimdrüsen, den Ovarien, entwickelt sich immer nur ein einziges, sehr großes Ei. Da bei den Weibchen einer Art Samenspeicher gefunden wurden, nimmt man an, dass die Befruchtung intern stattfindet, über die weitere embryonale Entwicklung ist aber nichts bekannt.
Korsetttierchen durchleben ein Larvenstadium, das als Higginssche Larve bezeichnet wird. Dieses weist am Hinterende große, blattförmige "Zehen" auf, die entweder zusammen mit zwei bis drei auf der Bauchseite befindlichen Stacheln als Paddel zur Fortbewegung im Plankton eingesetzt werden oder aber Klebedrüsen tragen, mit denen sich die Tiere am Sediment anheften.
Auch die Larven besitzen bereits ein Introvert, der Mundkegel ist aber noch nicht wie bei den erwachsenen Tieren mit starren Stiletten bewehrt. Das Erwachsenenstadium wird nach mehreren Häutungen über eine Metamorphose erreicht, der manchmal die Bildung einer widerstandsfähigen Cyste vorausgeht.
Bei manchen Larven findet man das Phänomen der Neotenie, sie werden also noch im Larvenzustand geschlechtsreif und pflanzen sich parthenogenetisch, also ohne Befruchtungsvorgang, fort. Dazu bilden sie eine Cyste, in der sie sich häuten. Im Eierstock entwickeln sich nun mehrere Eier, aus denen vier bis zwölf Tochterlarven entstehen, die sich gestaltlich nicht von der auf sexuellem Wege entstandenen Larve unterscheiden lassen. Diese stirbt nun ab, worauf die Tochter-Larven aus der gehäuteten Hülle des Tieres freigesetzt werden. Sie sind ihrerseits zur eingeschlechtlichen Fortpflanzung in der Lage, weswegen man auch von einem parthenogenetischen Lebenszyklus spricht.

## Stammesgeschichte
Bisher können den Korsetttierchen keine eindeutigen Fossilfunde zugeordnet werden. Vergleiche mit modernen Taxa sehen ihre nächsten Verwandten recht eindeutig in den Hakenrüsslern (Kinorhyncha) und Priapswürmern (Priapulida), mit denen sie das Taxon Scalidophora bilden. Die drei Gruppen teilen zahlreiche Merkmale, so die mit Chitin verstärkte Außenhaut, die darauf befindlichen chitinhaltigen Borsten oder Stacheln, der Sinneswahrnehmung dienende Grübchen (Flosculi) sowie zwei Gruppen von Introvert-Retraktor-Muskeln.
Welche der beiden Tierstämme die evolutionäre Schwestergruppe der Korsetttierchen darstellt, ist hingegen weitaus stärker umstritten; alle drei kombinatorisch möglichen Varianten sind von Zoologen vorgeschlagen und begründet worden. Für eine engere Verwandtschaft von Korsetttierchen und Priapswürmern spricht das Vorhandensein eines von der Cuticula gebildeten Korsetts, das bei den letzteren im Larvenstadium vorhanden ist, für eine enge Verwandtschaft von Korsetttierchen und Hakenrüsslern dagegen der ihnen gemeinsame ausstreck-, aber nicht ausstülpbare Mundkegel. Die dritte Alternative, ein Schwestertaxon-Verhältnis zwischen Hakenrüsslern und Priapswürmern mit den Korsetttierchen als Außengruppe, wird durch das bei den beiden ersteren Taxa vorkommende Schlundgewebe aus embryonalem Mesoderm begründet. Die These, dass die Korsetttierchen durch Pädomorphose, also durch Beibehaltung larvaler Merkmale im Erwachsenenstadium aus Priapswürmern entstanden sind, wurde erwogen, konnte sich bisher aber nicht durchsetzen.
Seit dem Jahr 2004 sind aus Hunan in Südchina Embryo-Fossilien der Art Markuelia hunanensis bekannt. Sie entstammen der erdgeschichtlichen Epoche des mittleren bis späten Kambriums vor etwa 500 Millionen Jahren und werden durch eine kladistische Analyse als Vertreter der Stammlinie der Scalidophora angesehen, lassen sich also keiner der modernen drei Gruppen zuordnen, aus denen dieses Taxon besteht. Durch die einmaligen Erhaltungsbedingungen in feinkörnigem Calciumphosphat ist die Embryonalentwicklung von Markelia hunanensis recht gut bekannt, wodurch sich die ungewöhnliche Situation ergibt, dass man über die frühe Entwicklung dieser seit einer halben Milliarde Jahre ausgestorbenen Art mehr weiß als über diejenige ihrer modernen Verwandten.
Markuelia hunanensis war möglicherweise segmentiert – falls sich dieser Befund und zugleich die kladistische Analyse bestätigen sollten, wäre der Verlust der Segmentierung wohl ein gemeinsames abgeleitetes Merkmal, eine Synapomorphie, der Priapswürmer und der Korsetttierchen und würde damit deren Schwestergruppenverhältnis unterstreichen.
In die weitere Verwandtschaft der Korsetttierchen gehören Faden- (Nematoda) und Saitenwürmer (Nematomorpha), mit denen die Scalidophora das Taxon Cycloneuralia bilden. Allesamt werden sie in die Häutungstiere (Ecdysozoa) eingeordnet, zu denen auch die Panarthropoda mit den Gliederfüßern (Arthropoda) als wichtigster Gruppe gehören.

## Systematik
Es gilt heute als unumstritten, dass Korsetttierchen eine natürliche Verwandtschaftsgruppe bilden, also im Sinne der Kladistik ein monophyletisches Taxon sind und somit alle Nachkommen ihres gemeinsamen Vorfahren umfassen. Gemeinsame abgeleitete Merkmale der Gruppe, Synapomorphien, sind zum Beispiel die mit den Keimdrüsen sackartig zusammengefassten Protonephridien, die speziellen Spinoscaliden am Kopf, welche ihre eigene Muskulatur besitzen und die "Zehen" der Higgins-Larven.
Zu Beginn des 21. Jahrhunderts sind knapp einhundert Arten bekannt, von denen aber kaum mehr als zehn bisher wissenschaftlich beschrieben wurden. Man teilt sie in zwei Familien in einer Ordnung Nanoloricida ein:
- Die Pliciloricidae zeichnen sich durch zweiundzwanzig nur leicht verhärtete (sklerotisierte) Lorica-Platten aus, auf denen sich keine Dornen befinden. After und Geschlechtsöffnung liegen bei ihnen bauchseitig. Männchen und Weibchen der Pliciloricidae lassen sich äußerlich nicht unterscheiden; ihre Larven verfügen über Zehen mit Klebedrüsen. Bisher wurden zwei Gattungen beschrieben, Pliciloricus und Rugiloricus.

- Bei den Nanaloricidae besteht die stark verhärtete Lorica aus sechs Platten, von denen insgesamt fünfzehn hohle Dornen zur Vorderseite zeigen. Auch die rückseitige Lage von After und Geschlechtsöffnung, das unterschiedliche Aussehen von Männchen und Weibchen und die bei den Larven vorhandenen Paddelzehen setzen sie von den Pliciloricidae ab. Alle Nanaloricidae gehören zu einer Gattung Nanaloricus.

Für die noch nicht beschriebenen Arten sollen möglicherweise zwei neue Familien festgelegt werden.

### Fundstellen
1. ↑  Roberto Danovaro et al. (2010). The first metazoa living in permanently anoxic conditions. BMC Biology 8 (30): 30. doi:10.1186/1741-7007-8-30
2. ↑  Andy Coghaln: Zoologger: The mud creature that lives without oxygen, auf: NewScientist vom 7. April 2010

### Wissenschaftliche Literatur
- X-P. Dong, P. C. J. Donoguhe, H. Cheng, J. B. Liu: Fossil embryos from the Middle and Late Cambrian period of Hunan, south China. in: Nature. London 427.2004, S. 237. ISSN 0028-0836
- R. P. Higgins, R. M. Kristensen: Loricifera. in: Robert P. Higgins, H. Thiel (Hrsg.): Introduction to the Study of Meiofauna. Smithsonian Institution Press, Washington 1988, S. 319.  ISBN 0-87474-488-1
- R. M. Kristensen: Loricifera, a new phylum with Aschelminthes characters from the meiobenthos. in: Zeitschrift für zoologische Systematik und Evolutionsforschung. Parey, Hamburg 21.1983, S. 163. ISSN 0044-3808
- R. M. Kristensen: Loricifera. In: F. W. Harrison, E. E. Ruppert (Hrsg.): Aschelminthes. Microscopic Anatomy of Invertebrates. Band 4. Wiley-Liss, New York 1991, ISBN 0-471-56103-7, S. 351.
- R. M. Kristensen: An Introduction to Loricifera, Cycliophora, and Micrognathozoa. in: Integrative and Comparative Biology. Lawrence Kan 42.2002, S. 641.  ISSN 1540-7063